# Rauf Babayev
Rauf Yusif oglu Babayev (en azerí: Rauf Yusif oğlu Babayev; Gyumrí, Unión Soviética, 30 de diciembre de 1937 - Bakú, Azerbaiyán, 27 de marzo de 2020) fue un cantante de Azerbaiyán, galardonado con el título de Artista de Pueblo de la República de Azerbaiyán.

## Biografía
Rauf Babayev nació el 30 de diciembre de 1937 en la ciudad de Gyumrí. 
Después de graduarse de la escuela en Bakú estudió en el Colegio de Música de Bakú en nombre de Asef Zeynalli entre 1953 y 1957. En 1962 se graduó de la Academia de Música de Bakú.
Rauf Babayev trabajó como músico y vocalista en el Teatro Estatal Académico Ruso de Drama de Azerbaiyán, en la Orquesta Sinfónica del Estado de Azerbaiyán y en la Filarmónica Estatal de Azerbaiyán. Desde 1965 fue solista del Cuarteto "Gaya". Rauf Babayev fue uno de los fundadores del conjunto vocal-instrumental "Gaya", que fue considerado uno de los grupos más famosos de Azerbaiyán en los años 1960 y 1980. El cantante representó con éxito la  música azerbaiyana en varios festivales de jazz.
Rauf Babayev falleció el 27 de marzo de 2020 en Bakú y fue enterrado en el Segundo Callejón de Honor.

## Premios y títulos
- Artista de Honor de la RSS de Azerbaiyán (1978)[4]
- Artista del pueblo de la República de Azerbaiyán (2006)[5]
- Orden Shohrat (2017)[6]